# Ruta Jacobea Levantina
Las principales rutas del Camino de Santiago de Levante son:
- - → Ir a Camino de Santiago de Levante: Ruta desde Alicante
  - → Ir a Camino de Santiago de Levante: Ruta desde Valencia
  - → Ir a Camino de Santiago de Levante: Ruta desde Cartagena

Ver también: Caminos de Santiago en España
- Datos: Q6113993